# Jeffersons salamander
Jeffersons salamander (Ambystoma jeffersonianum) is een salamander uit de familie molsalamanders of Ambystomatidae. De soort werd voor het eerst wetenschappelijk beschreven door Jacob Green. Oorspronkelijk werd de wetenschappelijke naam Salamandra jeffersoniana gebruikt. De soortaanduiding jeffersonianum is een eerbetoon aan Thomas Jefferson, de derde president van de Verenigde Staten.

## Uiterlijke kenmerken
De kleur van deze salamander is meestal zwart met kleine helderblauwe vlekjes hoewel er ook bruine exemplaren voorkomen met grijsachtige vlekjes. De snuit van deze soort is breder in vergelijking met andere molsalamanders. De tenen en vingers zijn relatief lang. Deze soort wordt ongeveer 12 tot 21 centimeter lang en is daarmee vrij fors. Waarschijnlijk kan de salamander in het wild een leeftijd bereiken van meer dan twintig jaar.

## Verspreiding en habitat
De salamander komt voor in een groot aantal staten van de Verenigde Staten; van Ontario tot Illinois en van Virginia tot onder New York. Jeffersons salamander leeft in vochtige biotopen zoals de bladerlaag in bossen, vochtige graslanden en moerassen, en jaagt op kleine insecten, wormen en slakken. Deze soort wordt maar zelden gezien want de salamander leidt een verborgen bestaan en komt alleen in de paartijd tevoorschijn om elkaar op te zoeken.

## Voortplanting
De eitjes worden afgezet in een geleiachtige massa bij het water en de larven komen na ongeveer een maand uit en jagen in het water op allerlei kleine dieren, waaronder larven van andere soorten amfibieën. De larven van deze soort zijn te herkennen aan de gepigmenteerde staartvin, terwijl de rest van het lijf vrijwel doorzichtig is. De Jeffersons salamander kruist in het wild soms met de blauwgevlekte salamander (Ambystoma laterale) waarbij onder andere aanleiding gegeven wordt tot hybride vormen die triploid zijn en uitsluitend vrouwelijk: de zilversalamander (voorheen Ambystoma platineum) en Tremblay's salamander (A. tremblayi).